# سيارة شرطة (فلم)
سيارة شرطة (بالإنجليزية: Cop Car) هو فيلم إثارة تم إنتاجه في الولايات المتحدة وصدر في سنة 2015. من بطولة كيفين بيكن والطفلان جيمس فريدسون جاكسون وهايز ويلفورد، وإخراج جون واتس.

## القصة
تدور قصة الفيلم عن طفلين قرروا خوض مغامرة بعيداً عن منزلهم، ليعثروا في طريقهم على سيارة شرطة فارغة ومفتوحة. وعند اقترابهم منا ولعبهم فيها عثروا على المفاتيح ليحاولوا قيادة السيارة والابتعاد فيها. سيارة الشرطة كانت لشرطي (كيفين بيكن) ارتكب جريمة قتل توقف هناك لإخفاء الجثة بأحد الآبار، ليعود بعد إنهاء مهمته ليجد سيارته غير موجودة. ليبدأ حملة للبحث عنها مع محاولته عدم معرفة الشرطة بذلك.
وجد الطفلين أحد الأشخاص موجود في صندوق السيارة، فقاموا بفك وثاقه، فقام الرجل بتهديدهم بسلاح الشرطة لإستدراج الشرطي لقتله. عند مجيء الشرطي قاموا بإطلاق النار على بعضهم ليصاب كلاهما، وأثناء محاولة الطفلين الخروج من السيارة بإطلاق النار على الزجاج أصيب أحدهم ليحاول صديقه مساعدته بالفرار مرة أخرى بسيارة الشرطة، لكن قام الشرطي بالمحاولة للوصول لهم بسيارته رغم اصابته لكنه يتفاجئ ببقرة على الطريق أدى للتصادم معها.

## الميزانية والإيرادات
حقق إيرادات تقدر بـ 134,552 دولار.

## وصلات خارجية
- مقالات تستعمل روابط فنية بلا صلة مع ويكي بيانات